# Hur djupt du än må falla
Hur djupt du än må falla är en psalm vars text är skriven av Arno Pötzsch och översattes till svenska av Jonas Jonson. Musik är skriven av Melchior Vulpius.

## Publicerad som
- Nr 803 i Psalmer i 2000-talet under rubriken "Verklighetsuppfattning, tillvaron som Guds skapelse".